# Alles ist wunderbar
Alles ist wunderbar (Originaltitel: One Wonderful Day) ist die 23. Episode und das Finale der ersten Staffel der US-amerikanischen Dramedy-Serie Desperate Housewives. Die Episode wurde in den USA erstmals am 22. Mai 2005 auf ABC ausgestrahlt. Die deutschsprachige Erstausstrahlung erfolgte am 15. November 2005 auf dem Schweizer Free-TV-Sender SRF zwei sowie dem österreichischen Free-TV-Sender ORF eins, während in Deutschland die Folge erst am 22. November auf ProSieben gesendet wurde. Die Regie führte Larry Shaw, das Drehbuch schrieben Kevin Murphy, Tom Spezialy, John Pardee, Joey Murphey sowie der Serienschöpfer Marc Cherry.

## Handlung
Die Folge schließt die verschiedenen Handlungsstränge der Staffel ab: Mike hat Paul entführt und will ihn töten. Zach bekommt dies mit, schlägt Felicia nieder und entführt Susan. Als Paul Mike von seiner Vergangenheit erzählt, lässt Mike ihn laufen. Nachdem Tom gefeuert wurde, beschließt er, Hausmann zu sein und Lynette arbeiten zu lassen. Carlos’ Gerichtsanhörung steht an. Als John im Gerichtssaal verkündet, dass er es gewesen sei, der mit Gabrielle eine Affäre hatte, schlägt Carlos ihn vor den Augen des Richters nieder. Bree muss von Dr. Craig erfahren, dass ihr Ehemann Rex im Krankenhaus gestorben ist. Das Staffelgeheimnis wird in dieser Folge aufgelöst: Mary Alice und ihr Mann Paul Young kauften der heroinsüchtigen Deirdre Taylor deren Baby ab, das sie Zach nannten, und setzten sich nach Fairview ab, um dort ein neues Leben zu beginnen. Als Deirdre plötzlich vor ihrer Haustür stand und ihren Sohn zurückforderte, weigerten sie sich, das Kind herauszugeben. Es kam zum Kampf, in dessen Verlauf Deirdre von Mary Alice erstochen wurde. Paul vergrub die Leiche in einer Spielzeugtruhe unter dem gerade entstehenden Swimmingpool.

## Rezeption und Einschaltquoten
Die Folge hatte bei seiner Erstausstrahlung in den USA 30,62 Millionen Fernsehzuschauer. Damit ist sie die meistgesehene Folge von Desperate Housewives. Ferner war die Episode das meistgesehene Programm in den USA am 22. Mai 2005 sowie das drittmeistgesehene der Woche. Zudem war sie die meistgesehene Erststaffelpremiere seit Emergency Room – Die Notaufnahme im Jahr 1995.
Die Episode erhielt überwiegend positive Kritiken von Kritikern, von denen die meisten den Drehbuchautoren Komplimente machten, dass sie die wichtigsten Handlungsstränge der Staffel abgeschlossen hatten.
Im Jahr 2009 listete TV Guide die Episode als 55.-beste Fernsehfolge aller Zeiten auf.